# Torrechiva
Torrechiva is een gemeente in de Spaanse provincie Castellón in de regio Valencia met een oppervlakte van 12 km². Torrechiva telt 75 inwoners (1 januari 2016).

## Demografische ontwikkeling
Bron: INE, 1857-2011: volkstellingen
Aín · Albocàsser · Alcalà de Xivert · L'Alcora · Alcudia de Veo · Alfondeguilla · Algimia de Almonacid · Almassora · Almedíjar · Almenara · Alquerías del Niño Perdido / Les Alqueries · Altura · Arañuel · Ares del Maestrat · Argelita · Artana · Atzeneta del Maestrat · Ayódar · Azuébar · Barracas · Bejís · Benafer · Benafigos · Benassal · Benicarló · Benicasim / Benicàssim · Benlloc · Betxí · Borriol · Burriana / Borriana · Cabanes · Càlig · Canet lo Roig · Castell de Cabres · Castellfort · Castellnovo · Castelló de la Plana · Castillo de Villamalefa · Catí · Caudiel · Cervera del Maestre · Chilches / Xilxes · Chodos / Xodos · Chóvar · Cinctorres · Cirat · Cortes de Arenoso · Costur · Les Coves de Vinromà · Culla · Eslida · Espadilla · Fanzara · Figueroles · Forcall · Fuente la Reina · Fuentes de Ayódar · Gaibiel · Geldo · Herbers · Higueras · La Jana · Jérica · La Llosa · Lucena del Cid / Llucena · Ludiente · La Mata de Morella · Matet · Moncofa · Montán · Montanejos · Morella · Navajas · Nules · Olocau del Rey · Onda · Oropesa del Mar / Orpesa · Palanques · Pavías · Peñíscola / Peníscola · Pina de Montalgrao · La Pobla de Benifassà · La Pobla Tornesa · Portell de Morella · Puebla de Arenoso · Ribesalbes · Rossell · Sacañet · La Salzadella · San Jorge / Sant Jordi · San Rafael del Río · Sant Joan de Moró · Sant Mateu · Santa Magdalena de Pulpis · Segorbe · La Serratella · Sierra Engarcerán · Soneja · Sot de Ferrer · Sueras / Suera · Tales · Teresa · Tírig · Todolella · Toga · Torás · El Toro · Torralba del Pinar · La Torre d'En Besora · La Torre d'en Doménec · Torreblanca · Torrechiva · Traiguera · Useras / Les Useres · Vall d'Alba · La Vall d'Uixó · Vall de Almonacid · Vallat · Vallibona · Vila-real · Vilafamés · Villafranca del Cid / Vilafranca · Vilanova d'Alcolea · Vilar de Canes · La Vilavella · Villahermosa del Río · Villamalur · Villanueva de Viver · Villores · Vinaròs · Vistabella del Maestrat · Viver · Xert · Zorita del Maestrazgo · Zucaina